# 九帝五型
九州帝大 九帝五型
- 用途：練習用グライダー
- 分類：上級滑空機（ソアラー）
- 設計者：佐藤博
- 製造者：九州帝国大学
- 運用者

  - 九州帝国大学航空会
  - 日本帆走飛行連盟
  - 大日本帝国陸軍
- 初飛行：1933年8月
- 運用状況：退役

九帝五型（きゅうていごがた）は、1930年代に九州帝国大学（現九州大学）で開発されたグライダー（滑空機）。愛称は阿蘇号（あそごう）。九帝5型や九帝式5型とも呼ばれる。

## 経緯
1933年（昭和8年）5月半ば、九州帝国大学航空会は練習用の上級滑空機（ソアラー）として九帝五型を計画し、佐藤博助教授が設計に着手。同年6月初頭には九州帝大造船学実験工場で実機の製作に着手し、8月中旬に完成させた。8月15日からは阿蘇山での滑空練習に参加し、この際に検査飛行などを行うとともに、8月27日には杵島岳西斜面から立野駅近傍までの約8 kmを20分に渡って飛行し、日本初の本格的斜面上昇風ソアリングに成功している。
その後も九帝五型は九州帝大航空会での滑空練習に使用され、1934年（昭和9年）9月11日には、久住高原での滑空練習中に周回飛距離70 km、飛行時間1時間26分の新記録を達成している。1935年（昭和10年）に発足した日本帆走飛行連盟でも発足時から九帝五型が使用されており、1935年6月18日には、盾津飛行場にて日本初となる飛行機によるグライダーの曳航（空中列車）を行っている。なお、この際の曳航機は一三式陸上練習機が務めた。
また、1935年に大日本帝国陸軍がウォルフ・ヒルト飛行士らをドイツより招聘して行った滑空機伝習教育の際にも、陸軍によって九帝五型が教材として用いられている。

## 設計
九帝五型は性能よりも練習機としての使い勝手を重視して設計されており、機体は構造を堅牢にするとともに、発航地点となる山地への輸送や格納などを考慮して小さく纏められ、分解しての運搬も可能だった。翼配置は高翼単葉。速めの滑空速度と頑丈さを併せ持つことで、ソアリングや曲技練習に向いた機体となった。
完成後しばらくは主にゴム索発航によって離陸していたが、自動車や飛行機に曳航される形での発航にも適しており、日本帆走飛行連盟での運用時に実施されている。

## 諸元
出典：『日本グライダー史』 211頁。
- 全長：5.55 m
- 全幅：10.0 m
- 翼面積：13.5 m2
- 自重：90 kg
- 全備重量：160 kg
- 最良滑空比時速度：57.5 km/h
- 翼面荷重：11.8 kg/m2
- 乗員：1名